# ナフチリジン
ナフチリジン（英: Naphthyridines）は、化学式C8H6N2で表される芳香族複素環式化合物の一種である。ナフタレンの炭素原子のうちの2つが窒素原子で置換されたもので、窒素原子の配置が異なる10種の異性体が存在する。

## 異性体

1,2-ナフチリジン (シンノリン)
1,3-ナフチリジン (キナゾリン)
1,4-ナフチリジン (キノキサリン)
1,5-ナフチリジン
1,6-ナフチリジン
1,7-ナフチリジン
1,8-ナフチリジン
2,3-ナフチリジン (フタラジン)
2,6-ナフチリジン
2,7-ナフチリジン